# صموئيل ولز موريس
صموئيل ولز موريس (بالإنجليزية: Samuel Wells Morris)‏ هو قاضي ومحامي وسياسي أمريكي، ولد في 1 سبتمبر 1786 في فيلادلفيا في الولايات المتحدة، وتوفي في 25 مايو 1847. نشط حزبياً في الحزب الديمقراطي. وقد انتخب عضو مجلس نواب بنسيلفانيا وانتخب عضو مجلس النواب الأمريكي.